# Callicosta lophophylla
Callicosta lophophylla là một loài rêu trong họ Daltoniaceae. Loài này được Sull. Crosby mô tả khoa học đầu tiên năm 1978.